# Сухуми
Сухуми или Сухум (абх. Аҟəа, груз. სოხუმი, рус. Сухум(и)) је главни град Абхазије, de facto независне државе са делимичним међународним признањем (Према гледишту владе Грузије, Абхазија је аутономна република у саставу Грузије). По попису из 1989, град је имао 121.406 становника, али је број становника пао на око 40.000, услед последица оружаног сукоба Абхазије и Грузије. Према попису из 2011. у граду је живело 62.914 становника.
Овде је 1993. године био Масакр у Сухумију.

## Становништво
Према процени, у граду је 2011. живело 62.914 становника.
| 1989.   | 2002.  | 2011.  |
| ------- | ------ | ------ |
| 121.406 | 43.716 | 62.914 |

### Етничке групе
Према попису из 2003. године, Сухуми је имао 43.715 становника, од чега: 
- Абхаза = 24.602 (56,3%)
- Руса = 8.902 (16,9%)
- Јермена = 5.565 (12,7%)
- Грузина = 1.761 (4,0%)
- Украјинаца = 712 (1,6%)
- Грка = 677 (1,5%)
- Мегрела = 86 (0,2%)
- Естонаца = 65 (0,1%)

Према попису из 2011. године, Сухуми је имао 62.914 становника,, од чега:
- Абхаза = 42.603 (67,3%)
- Руса = 9.288 (14,8%)
- Јермена = 6.192 (9,8%)
- Грузина = 1.755 (2,8%)